# Jura (departement)
Jura (39) is een Frans departement, gelegen in de regio Bourgogne-Franche-Comté. Het bevindt zich in de gelijknamige bergketen Jura, die zich ook over een deel van het aangrenzende Zwitserland uitstrekt. De prefectuur is Lons-le-Saunier; de meest bevolkte gemeente is Dole.

## Geschiedenis
Het departement was een van de 83 departementen die werden gecreëerd tijdens de Franse Revolutie, op 4 maart 1790 door uitvoering van de wet van 22 december 1789, uitgaande van een deel van de provincie Franche-Comté.

## Geografie
Jura grenst aan de departementen Doubs, Haute-Saône, Côte-d'Or, Saône-et-Loire en Ain. Daarnaast grenst het aan het Zwitserse kanton Vaud. Het maakt deel uit van de regio Bourgogne-Franche-Comté sinds 1 januari 2016. Tot 31 december 2015 maakte het deel uit van de (nu voormalige) regio Franche-Comté.
De Jura bestaat uit de drie arrondissementen:
- Dole
- Lons-le-Saunier
- Saint-Claude

De Jura heeft 17 kantons:
- Kantons van Jura

De Jura heeft 494 gemeenten:
- Lijst van gemeenten in het departement Jura

## Demografie
De inwoners van Jura heten Jurassiens.

### Demografische evolutie sinds 1962
| Naam       | Index 1962 | Index 1968 | Index 1975 | Index 1982 | Index 1990 | Index 1999 | Index 2008 | Index 2019 |
| ---------- | ---------- | ---------- | ---------- | ---------- | ---------- | ---------- | ---------- | ---------- |
| Jura       | 100,0      | 103,5      | 105,9      | 107,7      | 110,3      | 111,2      | 115,6      | 114,8      |
| Frankrijk* | 100,0      | 107,1      | 113,3      | 117,0      | 121,9      | 126,0      | 133,8      | 140,1      |

| Naam       | Inw./Km² 1962 | Inw./km² 1968 | Inw./km² 1975 | Inw./km² 1982 | Inw./km² 1990 | Inw./km² 1999 | Inw./km² 2008 | Inw./km² 2019 |
| ---------- | ------------- | ------------- | ------------- | ------------- | ------------- | ------------- | ------------- | ------------- |
| Jura       | 45,1          | 46,7          | 47,8          | 48,6          | 49,8          | 50,2          | 52,2          | 51,8          |
| Frankrijk* | 84,2          | 90,1          | 95,4          | 98,5          | 102,7         | 106,1         | 112,7         | 119,7         |

Frankrijk* = exclusief overzeese gebieden
Bron: Recensement Populaire INSEE - 1962 tot 1999 population sans doubles comptes, nadien Population Municipale
Op 1 januari 2022 had Jura 258.405 inwoners.

### De 10 grootste gemeenten in het departement
| Nr. | Gemeente        | Aantal inwoners (2022) |
| --- | --------------- | ---------------------- |
| 1   | Dole            | 23.784                 |
| 2   | Lons-le-Saunier | 16.942                 |
| 3   | Saint-Claude    | 8.556                  |
| 4   | Champagnole     | 8.035                  |
| 5   | Hauts de Bienne | 5.099                  |
| 6   | Poligny         | 4.007                  |
| 7   | Tavaux          | 3.926                  |
| 8   | Les Rousses     | 3.702                  |
| 9   | Arbois          | 3.146                  |
| 10  | Montmorot       | 3.207                  |

## Eten en drinken

### Wijn
Op de kleiachtige hellingen die bedekt zijn met mergel en grind zijn wijngaarden aangelegd.
In de 3e eeuw was er al wijnbouw en in de 13e eeuw werden ze zelfs beroemd. 
Het samenwerkingsverband is er sterk. De Franse Coöperatieve Wijnbouwers Bond werd in 1906 opgericht en was daarmee de eerste in Frankrijk. Ook was het gebied de eerste met een AOC toekenning.
Typische wijnen uit de Jura zijn  Vin jaune en Vin de Paille. Verder kent men Macvin du Jura – een Vin de Liqueur – en "Vin Gris" – een zeer bleke, grijs aandoende roséwijn. Voorts worden er mousserende- en “gewone” witte- en rode wijnen gemaakt.

### Kaas
Evenals elders in Frankrijk wordt in de Jura kaas gemaakt. Een bekende is de Raclette Jura, die moeilijk los te verkrijgen is. Raclette is afgeleid van racler, dat schaven betekent. Vaak wordt hij namelijk geschaafd gebruikt in Franse gerechten.

## Afbeeldingen

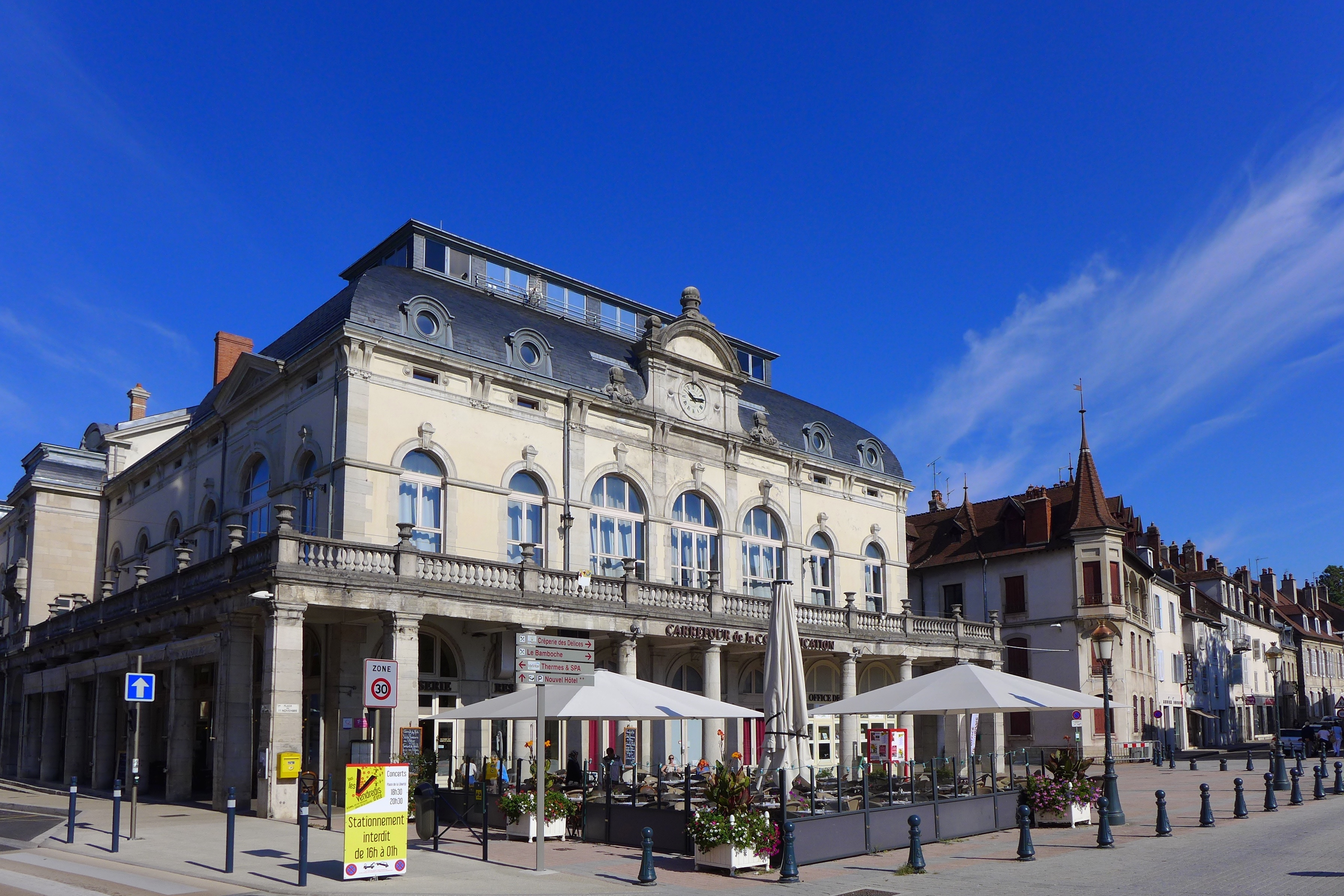
Lons-le-Saunier
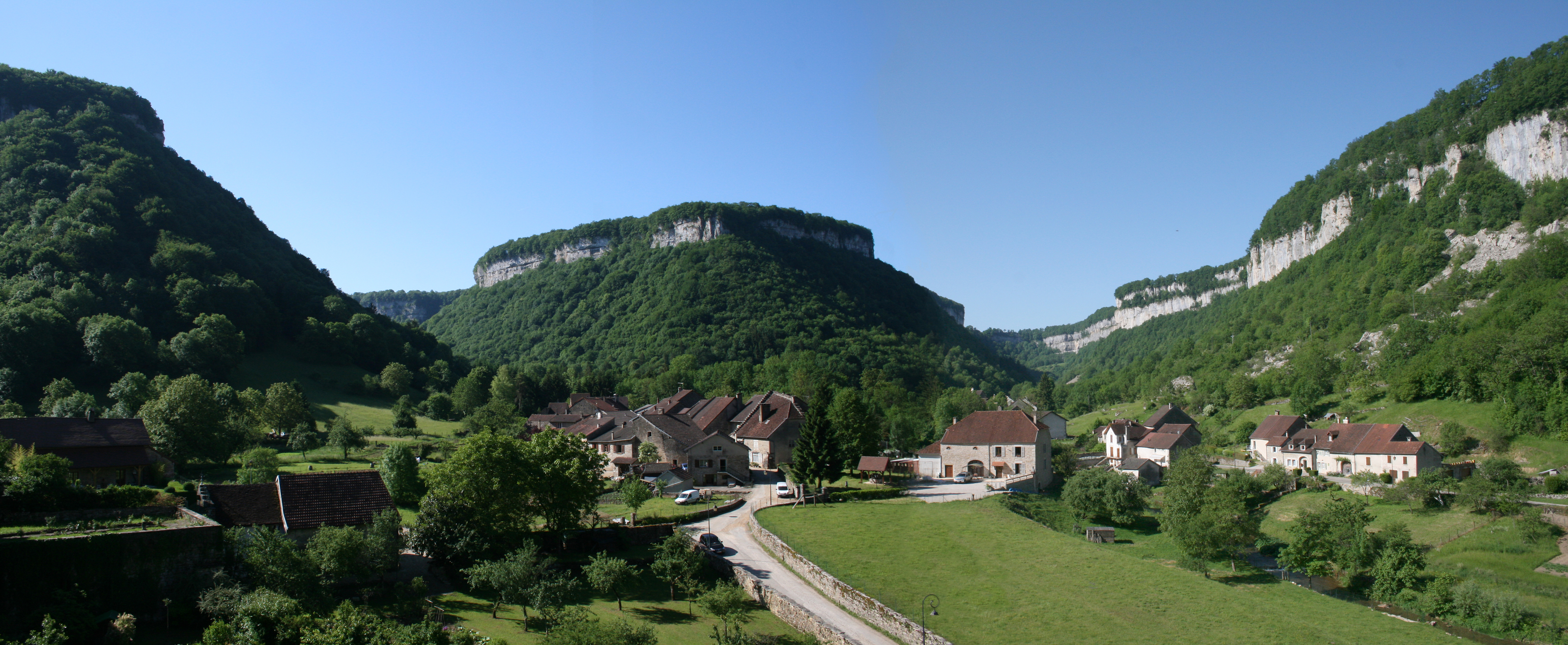
Baume-les-Messieurs
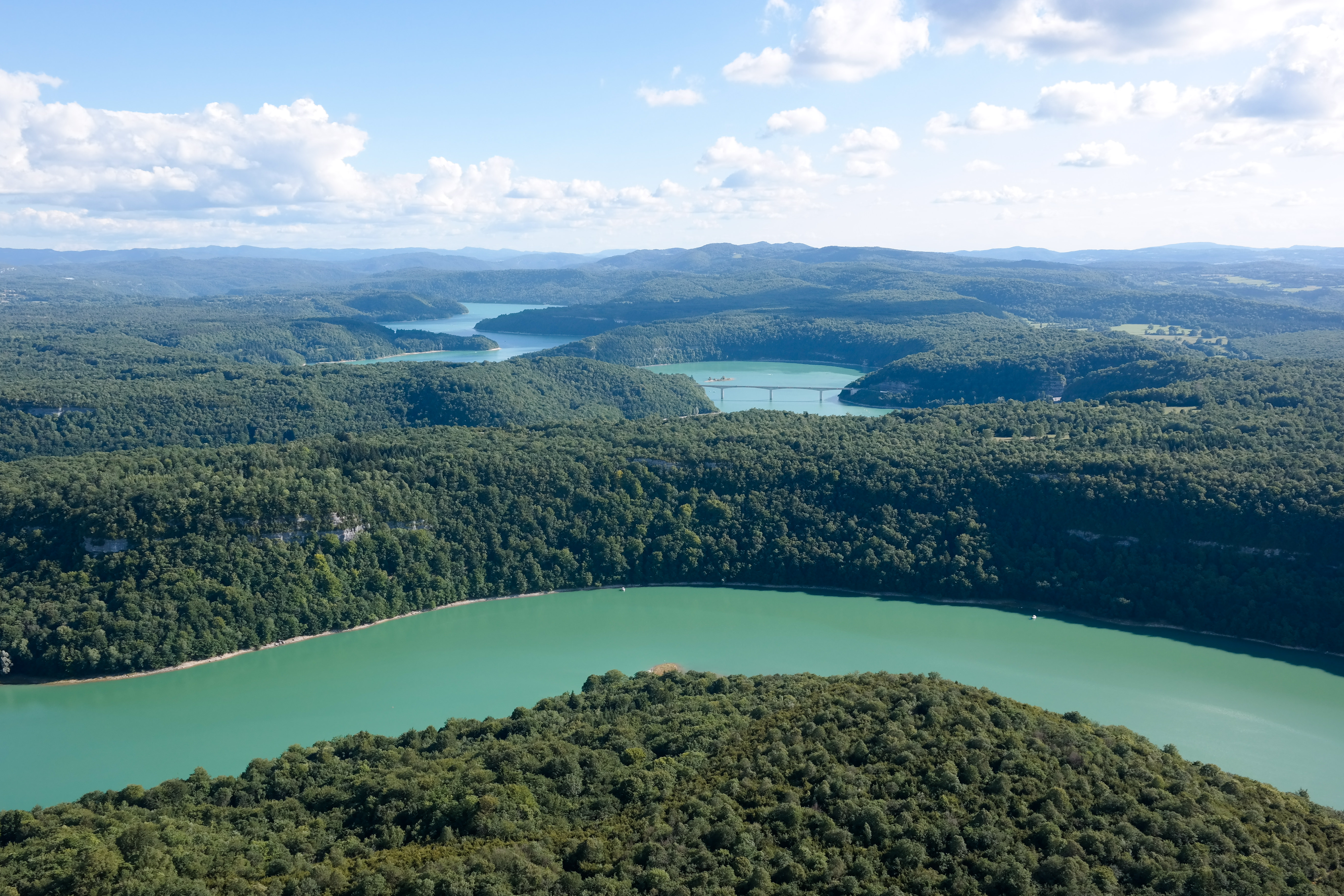
Meer van Vouglans
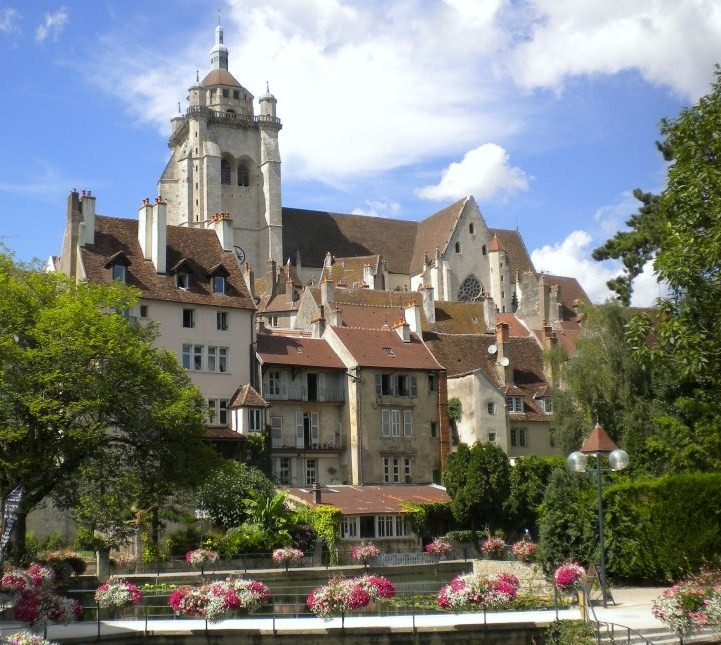
Dole
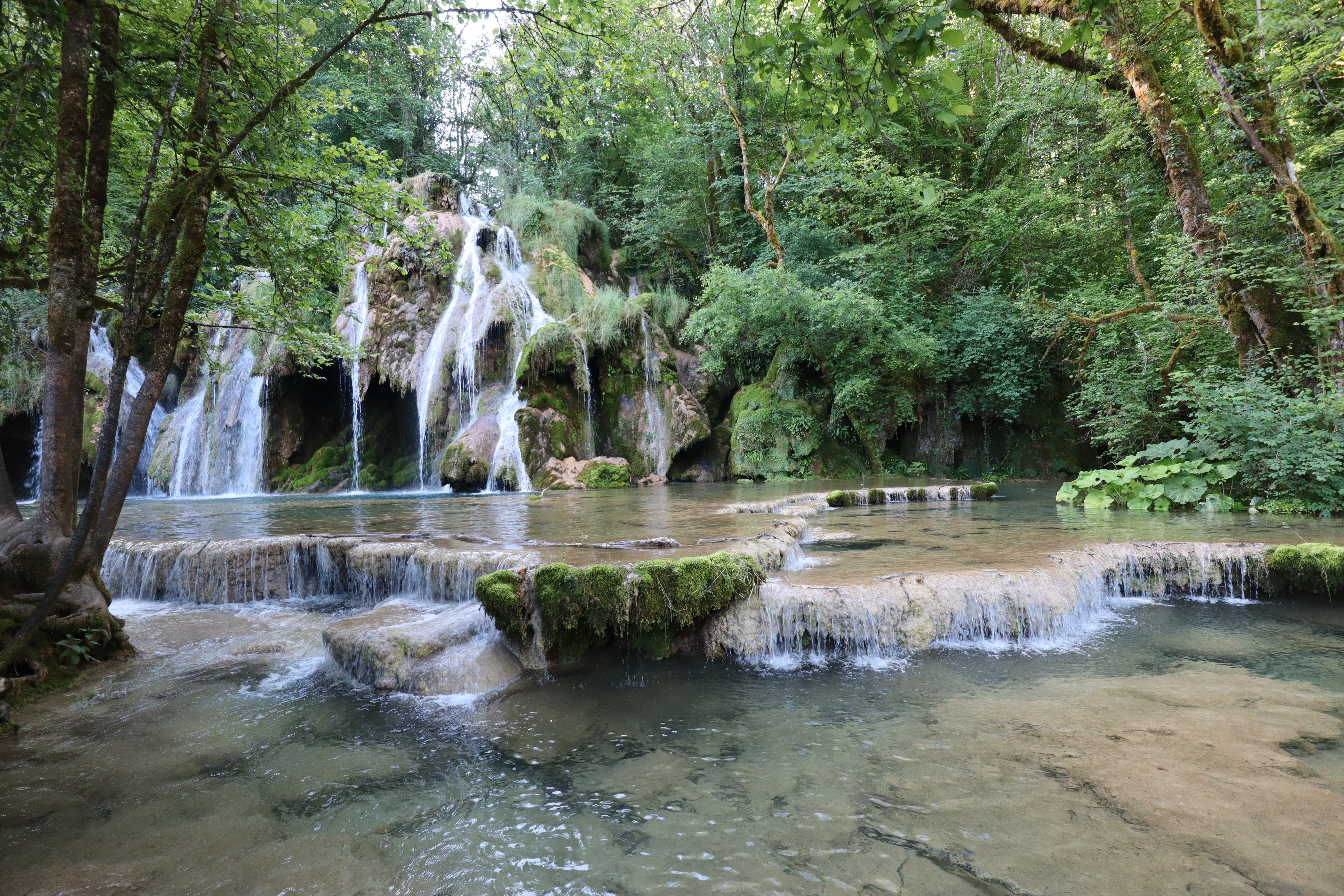
Cascade des Tufs
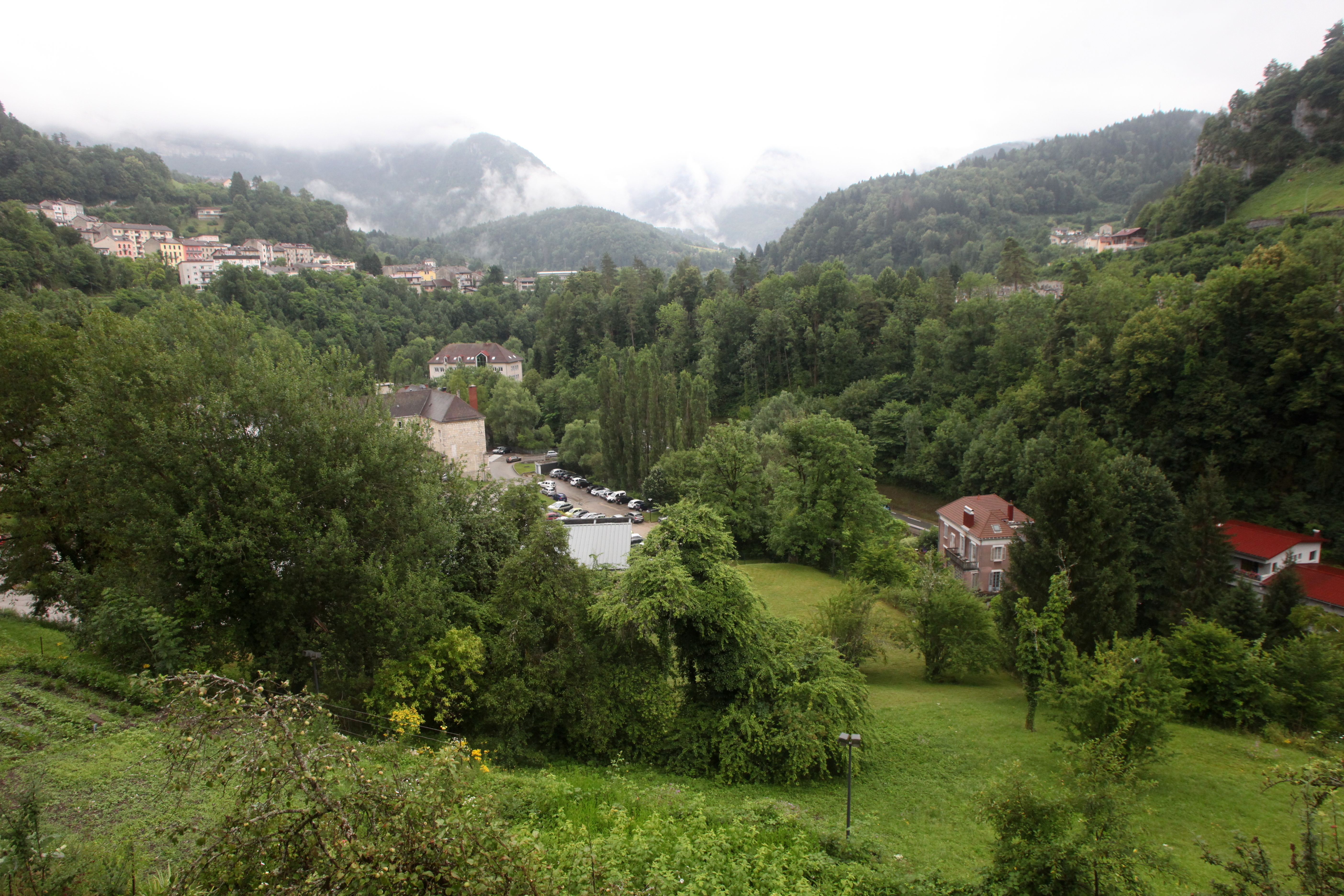
Saint-Claude